# Свіндон (боро)

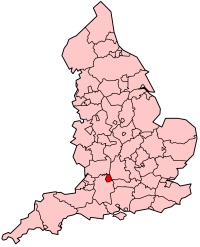
Унітарна одиниця на мапі Англії

Сві́ндон (англ. Swindon) — унітарна одиниця Англії на північному сході церемоніального графства Вілтшир.

## Історія
Утворена 1 квітня 1997 року шляхом перетворення району Теймсдаун колишнього неметропольного графства Вілтшир в унітарну одиницю.

## Географія
Займає територію 230 км², межує на півдні та заході з районом Вілтшир, на півночі з церемоніальним графством Глостершир, на сході з церемоніальним графством Оксфордшир.